# تشاردونيريس
تشاردونيريس هي مدينة من مدن هايتي. يبلغ عدد سكانها 22,953 نسمة وذلك حسب إحصائيات سنة 2009. يبلغ ارتفاع المدينة عن سطح البحر قرابة 0 متر.